# Håholmen (Averøy)

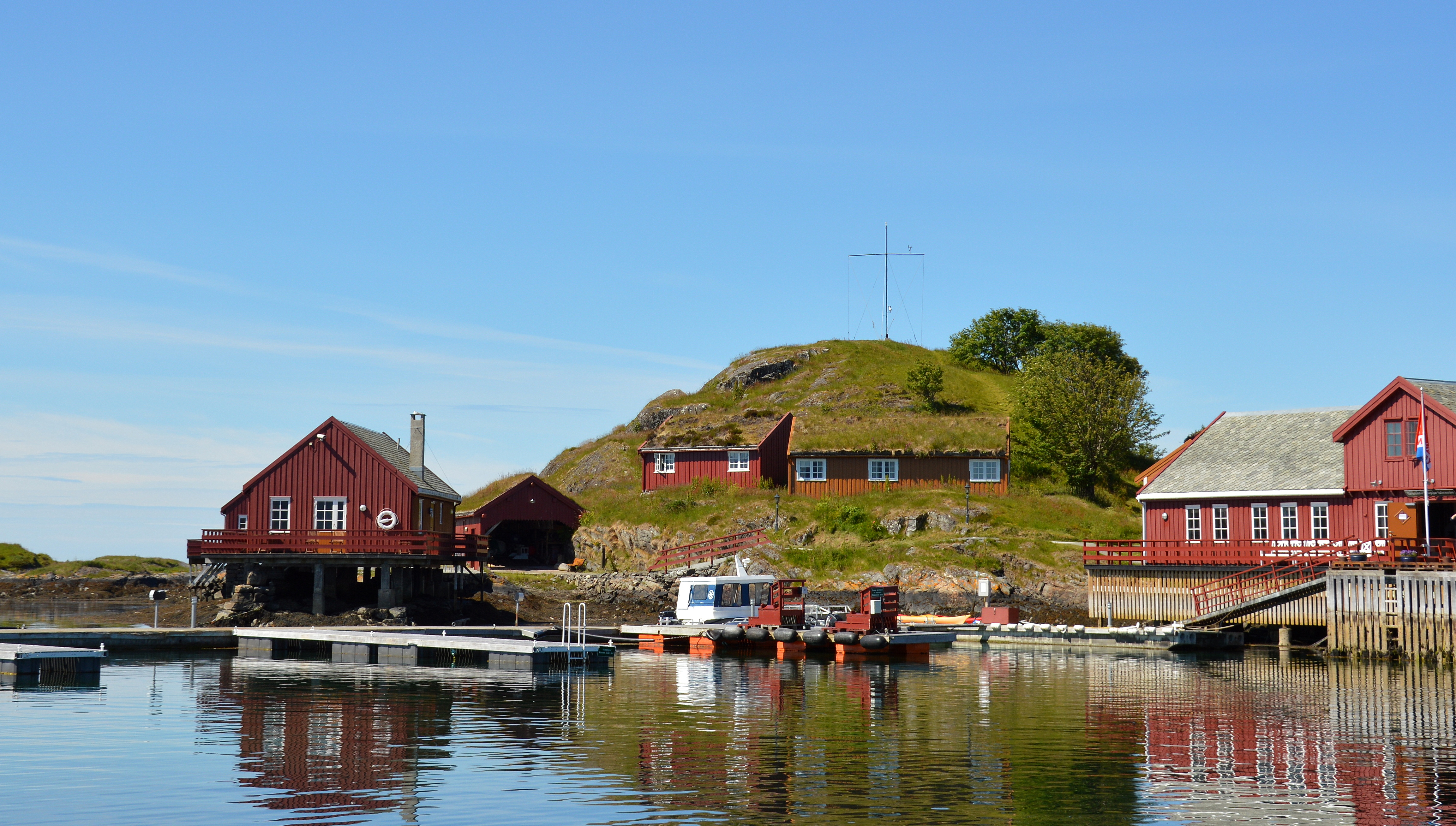
Håholmen

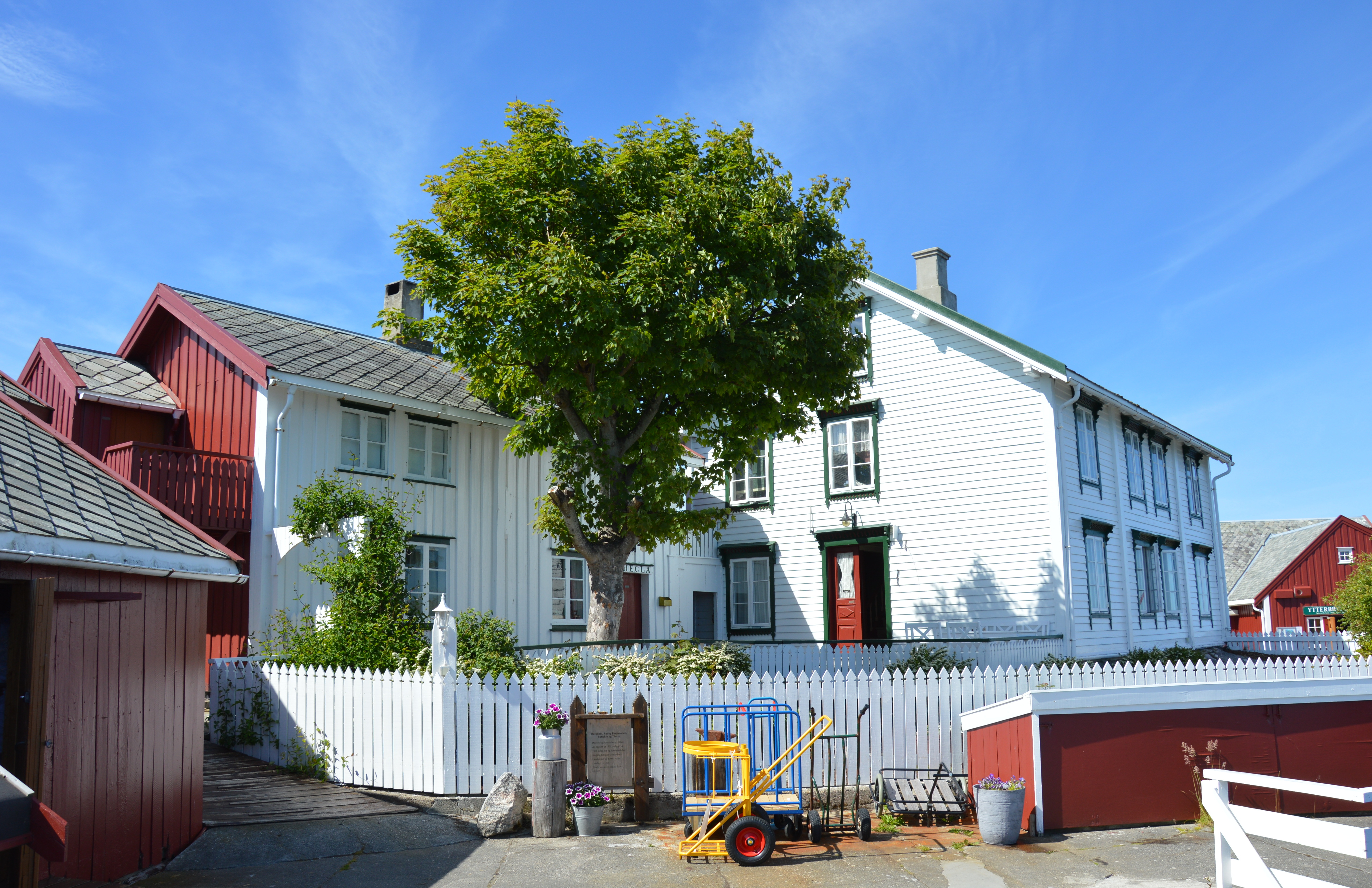
Häuser in Håholmen

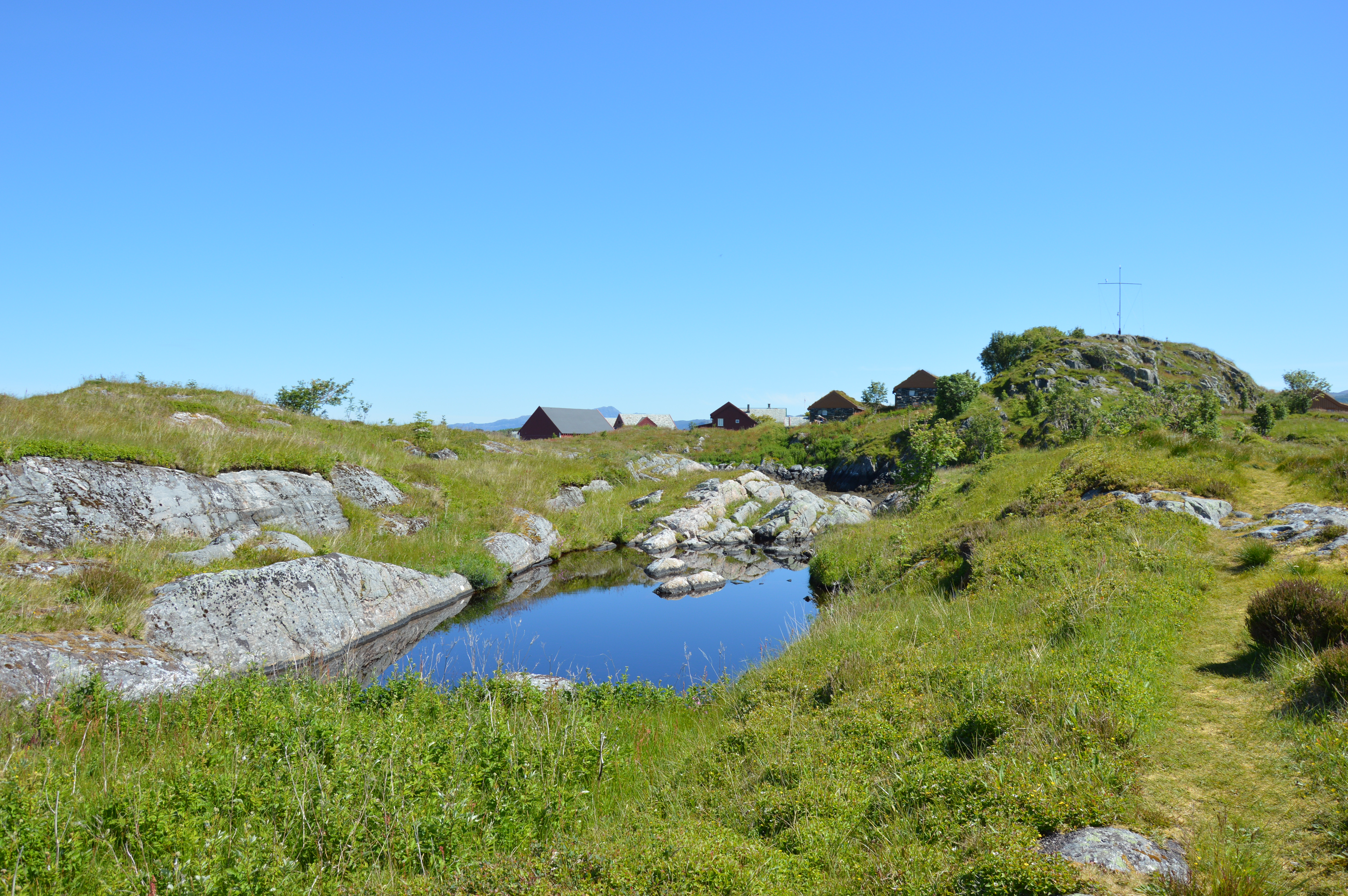
Blick von Westen über Håholmen

Håholmen ist eine kleine Insel mit gleichnamigen Fischerdorf an der norwegischen Küste des Europäischen Nordmeers und gehört zur Gemeinde Averøy in der Provinz Møre og Romsdal. 
Die etwa fünf Hektar große Insel liegt nördlich des Lauvøyfjords und ist von kleinen Schäreinseln umgeben. Östlich liegt Korsholmen, südöstlich Fånytta und südwestlich Lamholmen. Per Boot ist die Insel von der südwestlich an der Atlantikstraße gelegenen Insel Geitøya zu erreichen. Sie erstreckt sich in West-Ost-Richtung über bis zu 500 Metern bei einer Breite von bis zu 220 Metern. Die Fischersiedlung samt kleinem Hafen ist am Ostufer, der dem Festland zugewandten Seite der Insel angesiedelt und befindet sich im Umfeld eines sich bis zu 17,5 Metern Höhe erhebenden Hügels, der zugleich die höchste Erhebung der Insel darstellt.
Die etwa 30 Gebäude des aus dem 18. Jahrhundert stammenden Dorfes entstanden zum Teil bereits im 18. oder 19. Jahrhundert. Neben Rorbu-Häusern gibt es im Ort auch eine Bäckerei. Eigentümer ist der norwegische Weltumsegler Ragnar Thorseth.
In Håholmen besteht ein Hotel mit 49 Zimmern und Konferenzräumen. Außerdem gibt es ein Fischrestaurant, eine Kneipe und eine Gaststätte. Im Hafen ist ein Hochseeangelkutter und ein Wikingerschiff stationiert und ein Bootsverleih eingerichtet. Im Ort befindet sich auch die Saga Sigla-Halle, in der die Wikingerexpeditionen Thorseths gezeigt werden.